# راونا دوبراوا
راونا دوبراوا (به صربی: Ravna Dubrava) یک منطقهٔ مسکونی در صربستان است که در Gadžin Han واقع شده‌است.